# Look Back in Anger
Look Back in Anger (bra: Odeio Essa Mulher; prt: Paixão Proibida) é um filme britânico de 1959, do gênero drama, dirigido por Tony Richardson, com roteiro de Nigel Kneale baseado na peça teatral homônima de John Osborne.

## Elenco
- Richard Burton - Jimmy Porter
- Claire Bloom - Helena Charles
- Mary Ure - Alison Porter
- Edith Evans - Sra. Tanner
- Gary Raymond - Cliff Lewis
- Glen Byam Shaw - Coronel Redfern
- Phyllis Neilson-Terry - Sra. Redfern
- Donald Pleasence - Hurst
- Jane Eccles - Srta. Drury
- S.P. Kapoor - Kapoor
- George Devine - Médico
- Walter Hudd - Ator
- Nigel Davenport

## Prêmios e indicações
Globo de Ouro 1960
- Indicado
  - Melhor ator - drama (Richard Burton)[3]

BAFTA
- Indicado
  - Melhor filme[carece de fontes?]
  - Melhor filme britânico[carece de fontes?]
  - Melhor ator britânico (Richard Burton)[carece de fontes?]
  - Melhor roteiro britânico[carece de fontes?]